# Šli bomo v strnjenih vrstah
Šli bomo v strnjenih vrstah... (belorusko Мы выйдзем шчыльнымі радамі..., My vyjdziem ščylnymi radami)  je bila državna himna Belorusije leta 1918 in novembra leta 1920 v času sluške vstaje. Do danes jo priznavajo beloruski izseljenci in zamejci.

Avtorja pesmi sta Makar Kraŭcoŭ (besedilo) in Uładzimier Teraŭski (glasba). Besedilo je bilo prvič objavljeno leta 1918 v minskem časopisu Biełarus. 

| My vyjdziem ščylnymi radami... My vyjdziem ščylnymi radami Na volny rodny svoj prastor. Chaj vola viečna budzie z nami, A hvałtu my damo adpor! Niachaj žyvie mahutny, śmieły Naš biełaruski volny duch. Štandar naš bieł-čyrvona-bieły, Pakryj saboj narodny ruch. Na boj! Za ščaście i za volu Narodu słaŭnaha svajho! Braty, ciarpieli my davoli. Na boj - usie da adnaho! Imia i siłu biełarusa Niachaj pačuje j ŭbačyć toj, Chto śmieje nam niaści prymusy I pieršy vykliča na boj. Braty, da ščaścia my padchodzim: Chaj hrom hrymić jašče macniej! U kryvavych mukach my adrodzim Žyćcio respubliki svajej! |  | Šli bomo v strnjenih vrstah na svoboden rojstni svoj prostor. Naj bo svoboda večno z nami, nasilju pa dajmo odpor! Naj živi mogočen, pogumen naš beloruski svoboden duh. Naša zastava belo-rdeče-bela naj pogrne narodno gibanje. V boj! Za srečo in svobodo svojega slavnega naroda! Bratje, trpeli smo dovolj. V boj! Vsi do enega! Ime in moč Belorusa naj sliši in vidi vsakdo, kdor si nas drze prisiljevati in prvi kliče v boj. Bratje, približujemo se sreči, naj grom grmi še močneje! V krvavih mukah bomo obudili življenje svoje republike! |